# Губанов, Михаил Михайлович
Михаил Михайлович Губанов (род. 20 мая 1996, Омск) — российский футболист, нападающий клуба «Ялта».

## Биография
Воспитанник омского футбола. Начал профессиональную карьеру в сезоне 2015/16 в составе «Иртыша», выступавшего в третьем по силе российском дивизионе. В феврале 2017 года присоединился к майкопской «Дружбе», а летом — к новороссийскому «Черноморцу».
В составе СибГУФК стал лучшим бомбардиром Кубка Иртыша в Омске в феврале 2018 года.
Первую половину 2018 года провёл в армянском «Севане», после чего перешёл в «Металлург» из Аши, где стал победителем первенства зоны «Урал и Западная Сибирь» в первенстве среди любительских футбольных клубов и завоевал титул лучшего бомбардира турнира с 24 голами.
В феврале 2020 года заключил контракт с «Читой», но в официальных матчах за команду не играл. 3 августа 2020 года присоединился к пинской «Волне», после чего перешёл в литовскую «Ионаву».
Победитель Кубка России зоны «Урал и Западная Сибирь» 2022 года в составе клуба «Уралец-ТС». Его следующий командой стал «Мурас Юнайтед» из Кыргызстана. В его составе он был признан лучшим нападающим Кубка Ала-Тоо 2023 года. В чемпионате Кыргызстана россиянин провёл 7 матчей и забил 1 гол, после чего в в сентябре вернулся в «Уралец-ТС», выступавший во Второй лиге (дивизион «Б»).
В марте 2024 года был заявлен за «Ялту» из Премьер-лиги Крымского футбольного союза. По состоянию на сентябрь 2024 года являлся лучшим бомбардиром команды с 17 голами.